# طاقة الإماهة
طاقة الإماهة (ملاحظة 1) هي كمية الطاقة المتحررة عندما يخضع مول واحد من الأيونات لتفاعل إماهة. تعد طاقة الإماهة واحدةً من مكونات التحليل الكمي للتذاوب، وهي تعد حالة خاصة من انثالبي الذوبان، حيث يكون المذيب في هذه الحالة هو الماء.
لقيمة طاقات الإماهة أهمية في التنبؤ ببنية المركبات. من الأمثلة على القيم المعروفة لبعض الأيونات في الحالة الغازية:
- +Li مقدار 520 كيلوجول/مول
- +Na مقدار 405 كيلوجول/مول
- +Cs مقدار 265 كيلوجول/مول